# الثيوصوفية والأدب
وفقًا لبعض علماء الدراسات الأدبية والدينية، فإن للثيوصوفية الحديثة بعض التأثير على الأدب المعاصر، وخاصةً في أشكال الخيال النوعي مثل الفنتازيا والخيال العلمي. يدّعي الباحثون أن الثيوصوفية أثرت تأثيرًا كبيرًا على النهضة الأدبية الإيرلندية في أواخر القرن التاسع عشر وأوائل القرن العشرين، لا سيما في شخصيات مثل ويليام بتلر ييتس وجورج ويليام راسل.

## الكتّاب الكلاسيكيون و الثيوصوفيون

### دوستويفسكي
بدأت رئيسة تحرير مجلة ذا ثيوسفت هيلينا بلافاتسكي في نوفمبر من عام 1881، نشر ترجمتها إلى الإنجليزية «المحقق الأكبر» من الكتاب الخامس، الفصل الخامس من رواية الأخوة كارامازوف لفيودور دوستويفسكي.
أوضحت في تعليق صغير سبق بدء النشر أن «الروائي الروسي العظيم» دوستويفسكي توفي قبل بضعة أشهر، ما جعل الرواية «الشهيرة» الأخوة كارامازوف آخر أعماله. وصفت المقطع بأنه «هجاء» في اللاهوت الحديث عمومًا والكنيسة الكاثوليكية الرومانية خصوصًا. إذ وصفت بلافاتسكي أن «المحقق الأكبر» يُصور المجيء الثاني للمسيح الذي حدث في إسبانيا أثناء وقت محاكم التفتيش. يُقبض على السيد المسيح في الحال باعتباره مهرطقًا من قبل المحقق الأكبر. تؤلف شخصية إيفان كارامازوف المادي الملحد الأسطورة أو «القصيدة»، ويرويها لأخيه الأصغر أليكسي، وهو صوفي مسيحي غير ناضج.

وفقا لبريندان فرينش، باحثة في الباطنية، «من المهم للغاية -بعد 8 سنوات بالضبط من نشرها «المحقق الأكبر» أن تصرح بلافاتسكي أن دوستويفسكي (كاتب ثيوصوفي)». كتبت في مقالها عن نهج الحقبة الجديدة في كل من المجتمع والأدب، المسمى «ذا تايدل ويف»: 
«وعلى هذا فإن جذر الشر يكمن في سبب أخلاقيّ لا في سبب مادي. إذا سُئلنا ما الذي سيساعد، فإننا نجيب بجرأة: - الأدب الثيوصوفي، والإسراع في إضافة ذلك تحت هذا المصطلح، لا يُقصد منه الكتب التي تتناول الأدبيات والظواهر ولا منشورات الجمعية الثيوصوفية... ما يحتاجه العالم الأوروبي الآن هو عشرات الكتّاب مثل دوستويفسكي، المؤلف الروسي... نحتاج هذا النوع من الكتّاب في يوم صحوتنا، لا المؤلفون الذين يكتبون من أجل الثروة أو الشهرة، ما نحتاجه رسلٌ لا يعرفون الخوف من كلمة الحقيقة الحية، ومعالجون أخلاقيون للقروح الدملية في قرننا... تتطلب كتابةُ الروايات ذات المعنى الأخلاقي العميق بما فيه الكفاية لتحريك المجتمع، موهبةً أدبية وأن تولد ثيوصوفيًا مثلما كان دوستويفسكي».

### تولستوي
عندما كان ليو تولستوي يعمل على كتابه «أفكار الرجال الحكماء لكل يوم»، استخدم مجلة ثيوسفيشر ويغوايزر للجمعية الثيوصوفية الألمانية. استخرج ثماني أقوال مأثورة للحكيم الهندي راماكريشنا، وثمانية من صوت الصمت من قبل بلافاتسكي، وواحد من زملائه الثيوصوفيين فرانز هارتمان، من قضيتي عامي 1902 و1903، وترجمها إلى الروسية. امتلك تولستوي في مكتبته النسخة الإنجليزية من صوت الصمت التي قدمتها له مؤلفتها.
نشرت بلافاتسكي في نوفمبر 1889 ترجمتها الإنجليزية الخاصة بحكاية تولستوي الخيالية «كيف افتدى عفريت الشيطان رغيفه، أو المقطر الأول»، التي رافقتها مقدمة صغيرة حول ميزات الترجمة من الروسية. لقبت تولستوي «أعظم روائي وصوفي في روسيا اليوم»، وكتبت أن أفضل أعماله تُرجمت بالفعل، ولكن القارئ الروسي اليقظ لن يجد «الروح الوطنية الشعبية» التي تتخلل جميع القصص الأصلية والحكايات الخيالية، في أي من هذه الترجمات. على الرغم من أنها مليئة «بالتصوف الشعبي»، وبعضها «ساحر»، لكن من الصعب ترجمتها إلى لغة أجنبية. اختتمت قائلة: «لن يتمكن أي مترجم أجنبي، مهما كانت قدرته، ما لم يولد ويترعرع في روسيا ويتعرف على حياة الفلاحين الروس، من تحقيق العدالة لهم، أو حتى نقل المعنى الكامل للقارئ، بسبب لغتهم الاصطلاحية الوطنية المطلقة».
نشرت بلافاتسكي في سبتمبر 1890 مقالًا للفيلسوف رافائيل فون كويبر بعنوان «ليو تولستوي ومسيحيته غير الكنسية» في مجلتها لوسيفر. وصف البروفيسور فون كويبر بإيجاز مزايا تولستوي بأنه سيد عظيم للغة الفنية، ولكن كان التركيز الرئيسي في المقال عن بحث تولستوي عن إجابات للأسئلة الدينية والفلسفية. خلُص المؤلف إلى أن «فلسفة الحياة» لدى تولستوي متطابقة في أساسها مع تلك الخاصة بالثيوصوفية.
سافر الثيوصوفي تشارلز جونستون، رئيس فرع الجمعية الأدبية الإيرلندية في نيويورك، إلى روسيا والتقى بتولستوي. نشر جونستون «كيف يكتب الكونت تولستوي؟» في المجلة الأمريكية ذي أرينا في مارس 1899. ألقى رودولف شتاينر محاضرة في برلين بعنوان «الثيوصوفية وتولستوي» في نوفمبر 1904، ناقش فيها روايات الحرب والسلام، وآنا كارنينا، ورواية موت إيفان إيليتش، والكتاب الفلسفي في الحياة (1886 -1887).